# Academia Nacional de Ciencias de la República de Armenia
La Academia Nacional de Ciencias de la República de Armenia (HH GAA, en armenio: Հայաստանի գիտությունների ազգային ակադեմիա, ՀՀ ԳԱԱ) es una organización superior científica que organiza, realiza y coordina las investigaciones fundamentales y aplicadas en las distintas esferas de la ciencia en el territorio de la República de Armenia. La Academia une en su composición a los institutos de investigación científica, en total otros 50 establecimientos. Su número total de empleados es de más de 3 700 personas (53 miembros activos de la Academia Nacional de Ciencias, 59 miembros correspondientes, 323 Doctores honorarios y 1 006 Candidatos de Ciencias). 
La presidencia de la Academia y la mayor parte de sus subdivisiones se encuentran en Ereván, la capital de Armenia, no obstante, otras subdivisiones se hallan en Gyumri, Sevan, Goris, Vanadzor y Kapan. Las investigaciones astronómicas se llevan a cabo en el Observatorio de Byurakan.

## Historia
Entre 1927 y 1930 la Comisión de Transcaucasia de la Academia de Ciencias de la Unión Soviética dio inicio a las investigaciones complejas científicas en la República Socialista Soviética de Armenia, las cuales han fundamentado la creación de una base académica permanente en el Cáucaso. Entre los años 1932 y 1933 se organizó la filial de Transcaucasia de la Academia de Ciencias de la URSS, que en 1935 sería reorganizada y escindida en las filiales de Azerbaiyán (AzFan), Georgia (GrFan) y Armenia (ArmFan), que era fundada el 1 de febrero de ese año. Franz Yulievich Levinson-Lessing fue el primer presidente de las filiales transcaucásica, azerbaiyana y armenia entre 1930 y 1937.
La Academia de Ciencias de la República Socialista Soviética de Armenia se fundó el 10 de noviembre de 1943 sobre la base de la filial armenia de la Academia de Ciencias de la URSS. Entre sus primeros académicos estuvieron Hovsep Orbeli (que sería su primer presidente), Stepán Maljasiants y Víktor Ambartsumián, que celebraron la primera reunión de la Academia el 25 de noviembre del mismo año. Los primeros veintitrés miembros activos de la Academia, además de los citados, fueron: Manuk Abeghián, Aleksandr Akolián, Abraham Alijánov, Artiom Alijanián, Hrachiá Adjarián, Hrachiá Buniatián, Bartan Gulkanián, Iván Yeguiazarov, Avetik Isahakián, Vache Isagulián, Grigori Kapantsián, Sahak Karapetián, Jachatur Koshtoyants, Hakob Manandián, León Oganesián, León Orbeli, Konstantín Paffenholz, Aleksandr Tamamshev, Arsén Terterián y Mijaíl Tumanián.

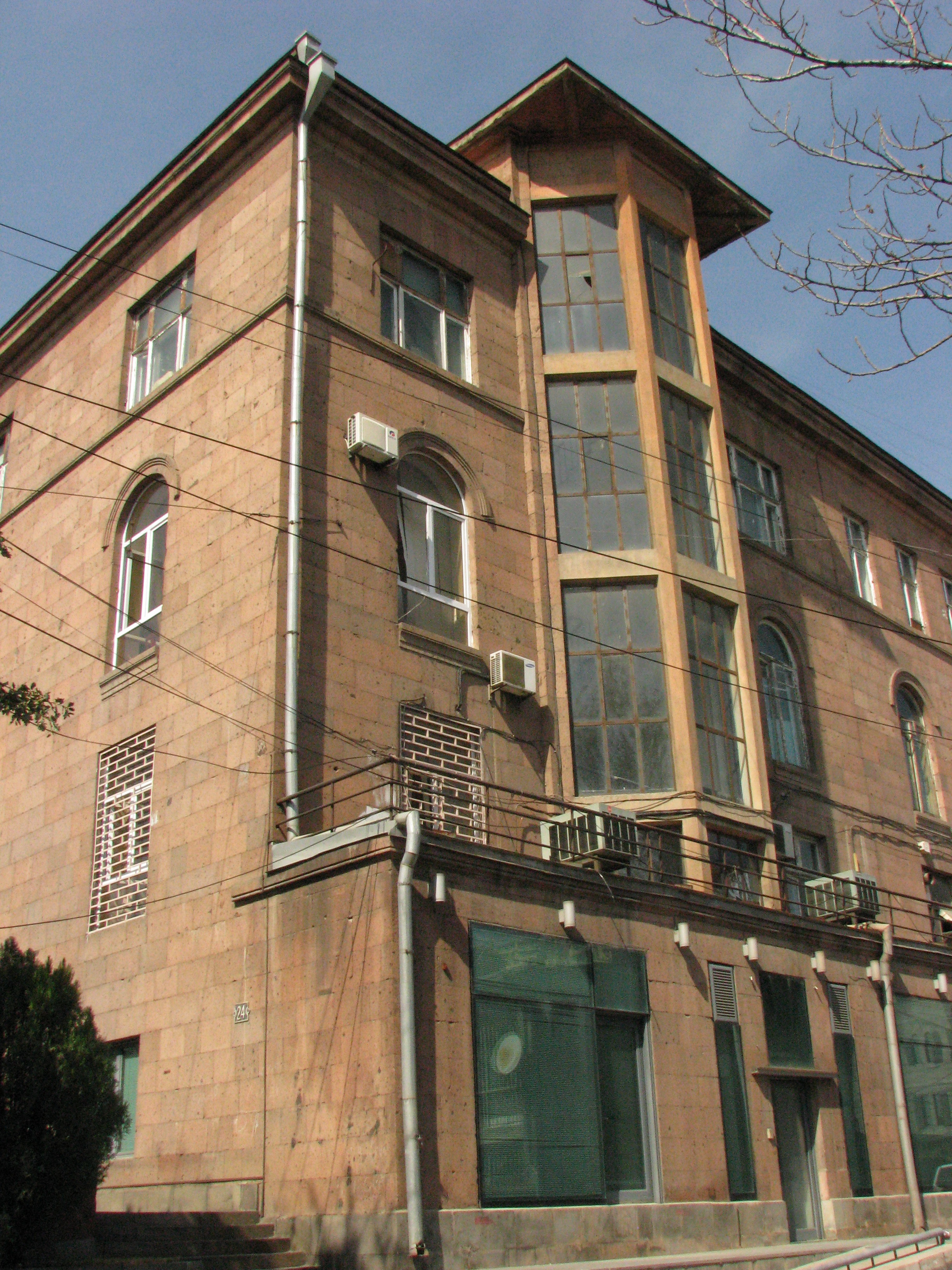
Instituto de Ciencias de Geología.

En el sistema de la Academia había 5 secciones, que englobaban 21 instituciones:
- Ciencias físico-técnicas y matemáticas: Institutos de Investigación Científica de Matemáticas y Mecánica, Investigaciones Físicas, Radiofísica y Electrónica.
- Ciencias químicas: Institutos de Investigación Científica de Química Orgánica Ligera, Química Orgánica y Bioquímica.
- Ciencias de la Tierra: Institutos de Investigación Científica de Ciencias de la Geología, Geofísica e Ingeniería Sismológica.
- Ciencias biológicas: Institutos de Investigación Científica de Botánica, Zoología, Microbiología, Fisiología (llamado L. Orbeli), Problemas de Agroquímica e Hidroponía y Biología Experimental.
- Ciencias Generales: Institutos de Investigación Científica de Historia, Arqueología y Etnografía, Idiomas (llamado H. Adjarián), Literatura (llamado M. Abeghián), Económicas, Artes, Filosofía y Derecho.

Se crearon varias instalaciones de investigación científica: el observatorio astrofísico de Biurakán, el centro de computación, el laboratorio óptico-mecánico de Biurakán, laboratorios de física y química, biofísica, neurobiónica, la estación hidrobiológica de Sevan, la sección de orientalismo y otros. El fondo de la red de biblioteca de la academia constaba de una biblioteca fundamental y tres filiales). Se construyó asimismo una casa residencial en Ereván
En 1993, tras la disolución de la Unión Soviética, la Academia pasó a llamarse Academia Nacional de Ciencias de Armenia.

## Presidentes

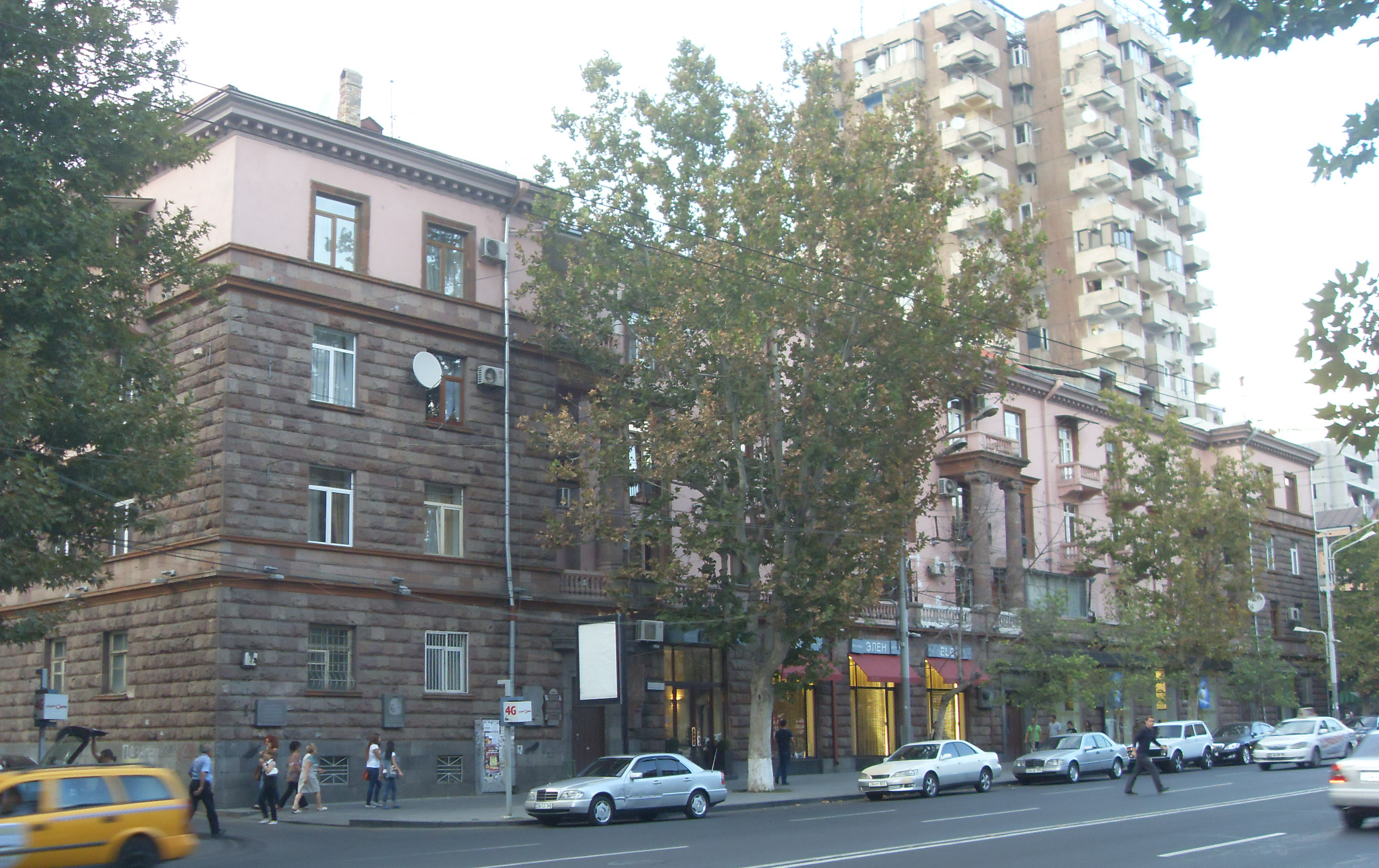
Casa residencial de la Academia.

- Hovsep Orbeli (1943-1947)
- Víktor Ambartsumián (1947-1993)
- Fadéi Sargsián (1993-2006)
- Rádik Martirosián (2006-)

## Estructura actual de la Academia

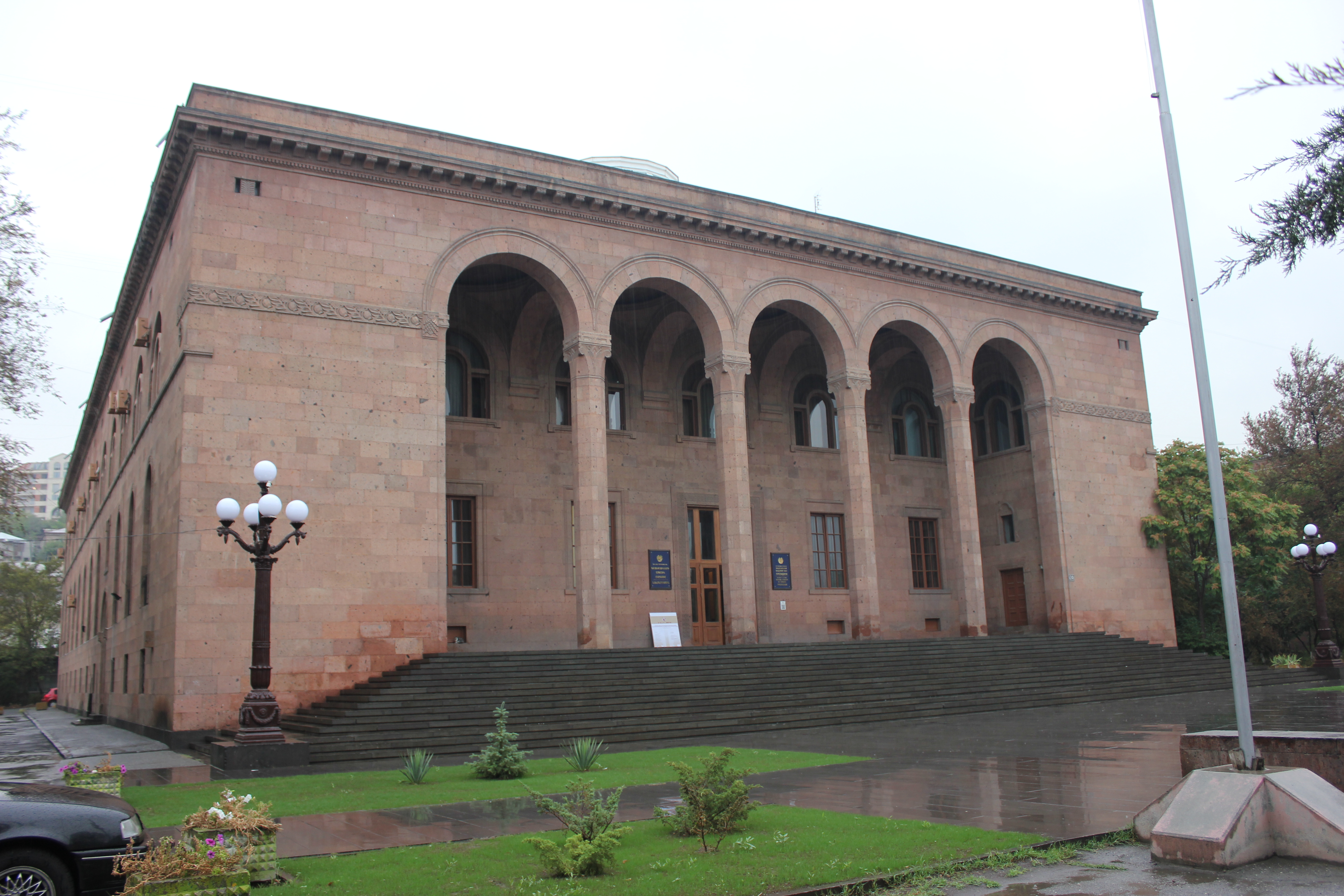
Otra vista del edificio.

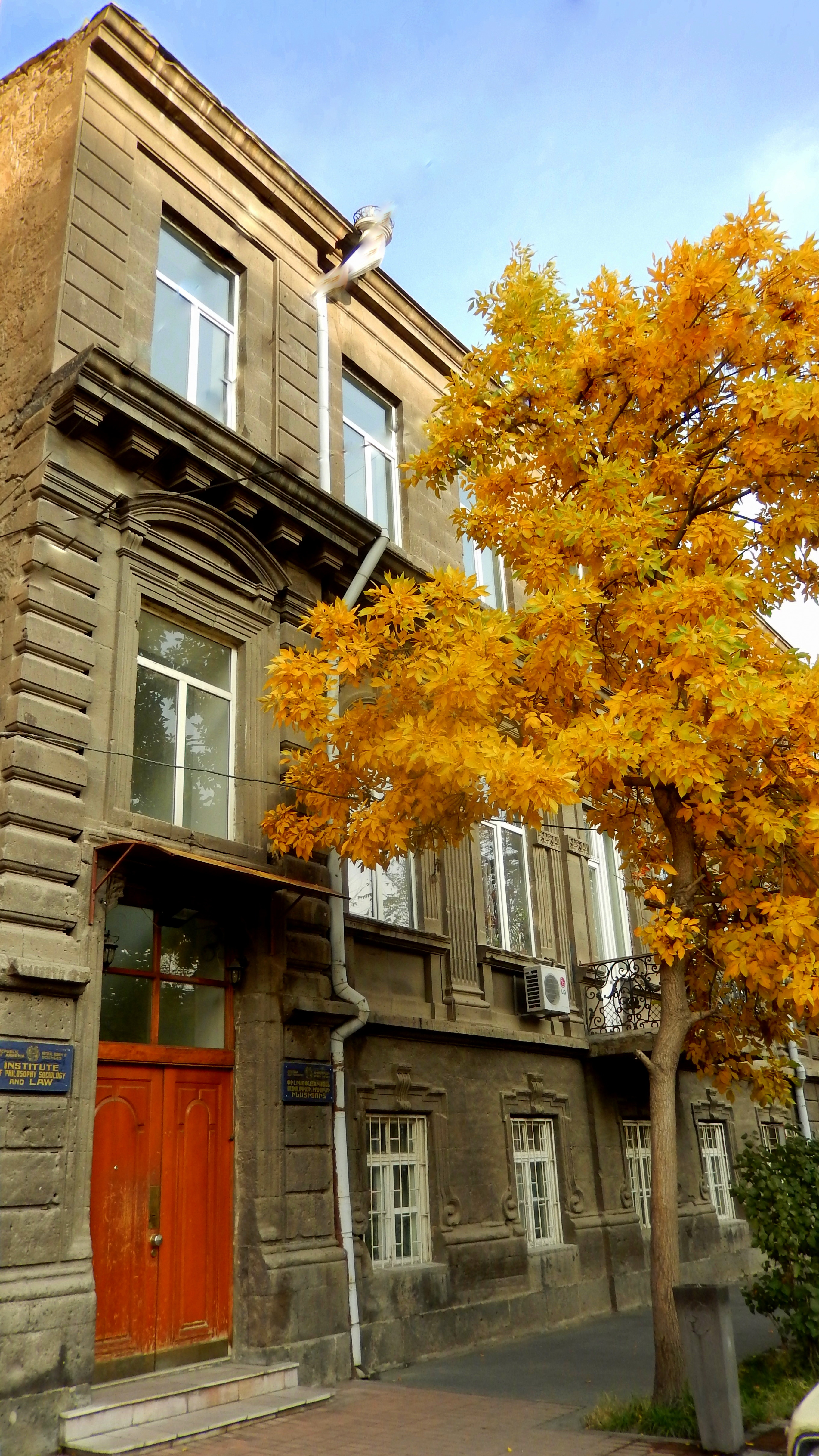
Edificio del Instituto de Filosofía, Sociología y Derecho.

División de Ciencias Matemáticas y Técnicas
- Instituto de Matemáticas
- Instituto de Mecánica
- Instituto para los Problemas Informáticos y de Automatización

División de Física y Astrofísica
- Observatorio Astrofísico de Biurakán
- Instituto de Radiofísica y Electrónica
- Instituto de Problemas Aplicados de Física
- Instituto de Investigaciones Físicas
- Centro ICRANet-Ereván

División de Ciencias Naturales
- Centro de Estudios de la Noosfera Ecológica
- Instituto de Bioquímica
- Instituto de Botánica
- Instituto de Problemas Hidropónicos G. S. Davtyan
- Instituto de Biotecnología y Centro Científico y de Producción “Armbiotechnology”
- Instituto de Microbiología del Centro Científico y de Producción “Armbiotechnology”
- Centro depósito de la división de Ciencias Naturales
- Instituto de Biología Molecular
- Instituto de Fisiología
- Centro Científico de Zoología e Hidroecología
- Centro Científico de Zoología e Hidroecología - Instituto de Zoología
- Centro Científico de Zoología e Hidroecología - Instituto de Hidroecología e Ictiología

División de Química y Ciencias de la Tierra
- Centro Científico Tecnológico de Química Orgánica y Farmacéutica
- Instituto de Química Orgánica Ligera del Centro Científico Tecnológico de Química Orgánica y Farmacéutica
- Instituto de Química Orgánica del Centro Científico Tecnológico de Química Orgánica y Farmacéutica
- Centro de Investigación de la Estructura Molecular del Centro Científico Tecnológico de Química Orgánica y Farmacéutica
- Instituto de Físicas de la Química
- Institute de Química Inorgánica y General
- Instituto de Ciencias Geológicas
- Instituto de Geofísica e Ingeniería de la Sismología A. Názarov

Division de Armenología y Ciencias Sociales
- Instituto de Historia
- Instituto de Filosofía, Sociología y Derecho
- Instituto de Económicas M. Kotanián
- Instituto de Arqueología y Etnografía
- Instituto de Estudios Orientales
- Instituto del Lenguaje H. Adjarián
- Instituto de Literatura M. Abeghián
- Instituto de Arte
- Museo-Instituto del Genocidio
- Centro de Investigación de Armenología Shirak
- Editorial de la Enciclopedia Armenia
- Fundación de Toda Armenia para la Financiación de los Estudios Armenológicos